# ラビ文献
ラビ文献（ラビぶんけん）とは、ユダヤ教の宗教的指導者であるラビたちによって書かれた、ユダヤ教の律法・思想・注釈・物語などの文献全体を指す用語。 
『ブロックハウスとエフロンのユダヤ百科事典』によると、タルムードの時代から現在までに至る、ユダヤ人の立法と儀式の発展に貢献した、口伝律法が記述されているユダヤ人のハラーハー文献。聖書釈義文献と法典化文献に大別される。 
代表的なものにミシュナー、タルムード、ミドラーシュなどがある。 